# Grachtengordel
La Grachtengordel (traduisible en français par « ceinture de canaux ») est un quartier de la capitale néerlandaise Amsterdam, située dans l'arrondissement Centrum. Délimitée par le Singel à l'est et par le Prinsengracht à l'ouest, elle est également traversée par le Herengracht et le Keizersgracht.

## Histoire
La Grachtengordel repose sur un réseau de rues, quais, ponts et habitations bâties sur des terrains de taille quasiment identiques, possédant des largeurs et des hauteurs comparables et comportant des jardins intérieurs connus sous le nom de keurblokken. De nombreuses maisons donnent sur les canaux (en néerlandais : grachtenpanden), observables depuis les canaux et les rues qui les longent, témoignant ainsi de la prospérité du siècle d'or néerlandais (XVIIe siècle) et du XVIIIe siècle. Ces habitations sont reconstruites plusieurs fois au cours des siècles, aussi plusieurs styles architecturaux et types de façades se côtoient.
La Grachtengordel, qui constitue l'une des principales attractions touristiques de la ville, est inscrite depuis le 1er août 2010 au patrimoine mondial de l'UNESCO. Elle figure au 12e rang de la liste des « Canons d'Amsterdam » (Canon van Amsterdam) qui recense les 50 plus importants développements de la ville.

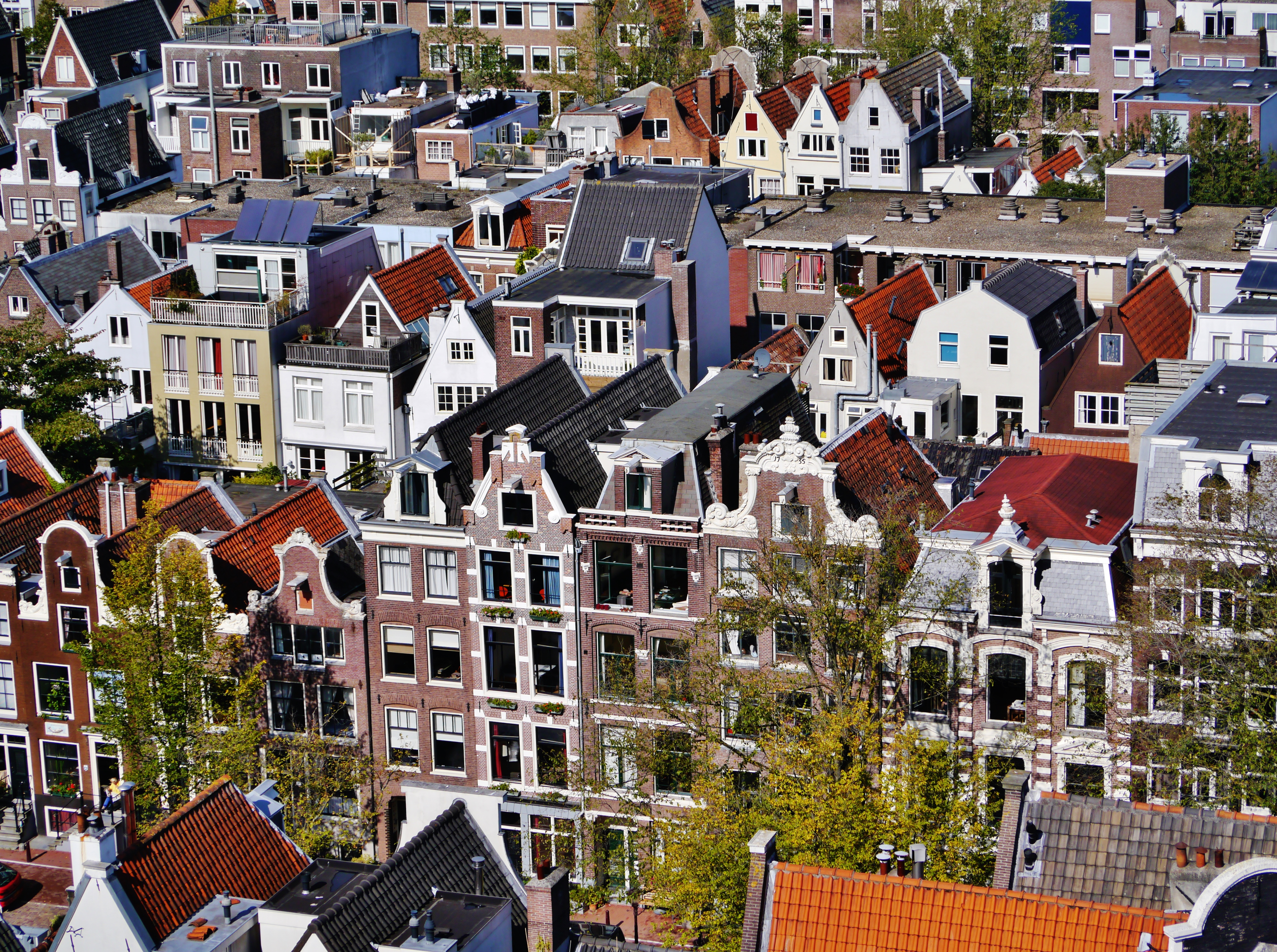
Vue de la Grachtengordel depuis la Westerkerk.
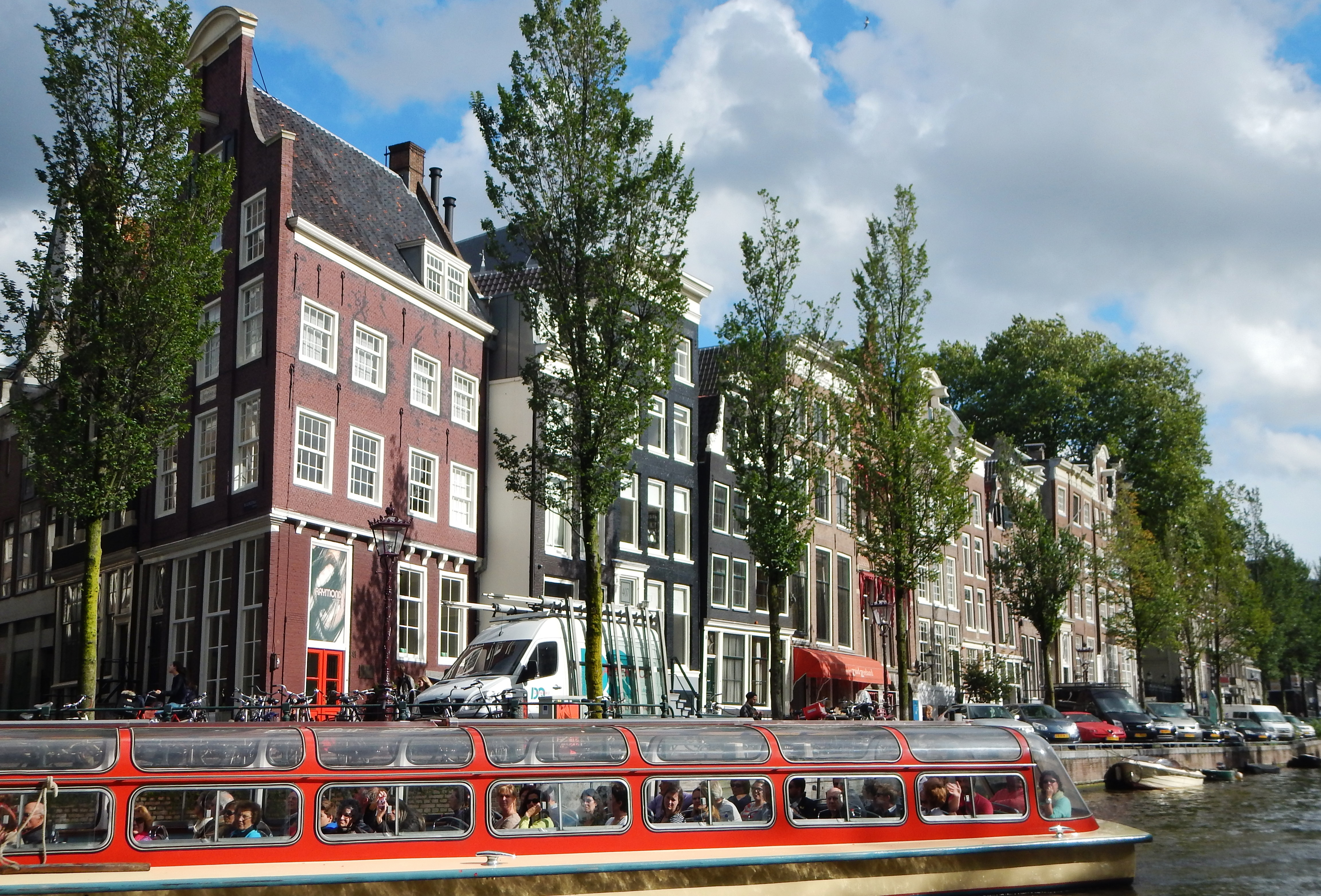
Le Herengracht à l'angle du Leidsegracht.

## Géographie
À partir du Brouwersgracht, qui en constitue la limite nord (ainsi que celle du Jordaan), les quatre canaux s'écoulent parallèlement les uns aux autres en direction du sud-ouest, forment une légère courbe puis se jettent dans l'Amstel au niveau de la Waterlooplein. Le prolongement des canaux principaux à l'est, sous les noms de Nieuwe Herengracht, Nieuwe Keizersgracht et Nieuwe Prinsengracht, atteint ensuite le Muidergracht, où débute le quartier du Plantage.